# 伊丹市立稲野小学校
伊丹市立稲野小学校（いたみしりつ いなのしょうがっこう）は、兵庫県伊丹市昆陽にある公立小学校。
校舎は旧西国街道沿いにあり、2025年3月9日をもって創立150周年を迎える。
校区内には鳥獣保護区にも指定されている昆陽池がある。

## 沿革
《主な出典：》
- 1875年（明治8年）3月9日 - 昆陽村において昆陽小学校設立（児童数57名[3]）。
- 1880年（明治13年）3月 - 猪名野小学校と改称。
- 1887年（明治20年）4月 - 学制改革により猪名野簡易小学校と改称。
- 1889年（明治22年）4月 - 稲野村設立。
- 1891年（明治24年）1月 - 稲野尋常小学校と改称（児童数309名[4]）。なお、旧・習成簡易小学校と旧・致道簡易小學校の2校は本校に統合廃止[5]。
- 1893年（明治26年）6月16日 - 猪名野尋常小学校と改称、校舎増築。
- 1900年（明治33年）7月1日 - 稲野尋常小学校と改称、授業内容は修身・国語・算数・体育。
- 1903年（明治36年） - 稲野村立稲野農業補習学校が本校に付設される[6]。
- 1904年（明治37年）4月1日 - 稲野尋常高等小学校と改称。これに伴い、付設の農業補習学校が稲野村立裁縫学校に転化され[6]、本校から分離。
- 1907年（明治40年） - 稲野村在住、松井浩良吉より校旗・優勝旗を寄贈される。
- 1908年（明治41年）4月1日 - 中野尋常小学校[注釈 1]を本校へ合併し、本校の分教場と改称。
- 1912年（明治45年） - 校章が作成される[8]。
- 1916年（大正5年） - このころ校歌が作成される。
- 1940年（昭和15年）11月10日 - 市制施行により伊丹市立稲野尋常高等小学校と改称。
- 1941年（昭和16年）4月1日 - 伊丹市立稲野国民学校と改称。
- 1947年（昭和22年）4月1日 - 伊丹市立稲野小学校と改称。
- 1970年（昭和45年）4月1日 - 伊丹市立花里小学校新設分離。
- 1973年（昭和48年）
  - 2月1日 - 所在地名変更（伊丹市昆陽1丁目175番地）。
  - 4月1日 - 伊丹市立昆陽里小学校新設分離。
- 1974年（昭和49年）4月1日 - 伊丹市立摂陽小学校新設分離。
- 1995年（平成7年）1月17日 - 阪神・淡路大震災発生、被害甚大。避難所開設（同年4月5日 - 閉鎖）。

## 著名人
- 中井久夫 - 医学者・精神科医。1946年卒。
- 有村架純 - 女優。2005年卒。

## 通学区域が隣接している学校
- 伊丹市立摂陽小学校
- 伊丹市立鈴原小学校
- 伊丹市立伊丹小学校
- 伊丹市立緑丘小学校
- 伊丹市立瑞穂小学校
- 伊丹市立鴻池小学校
- 伊丹市立桜台小学校
- 伊丹市立花里小学校